# Parade (ballet)
Parade es un ballet compuesto entre 1916 y 1917 con música de Erik Satie y puesta en escena de Jean Cocteau, coreografía de Serguéi Diáguilev y Léonide Massine (quien también bailó), vestuario y escenografía de Pablo Picasso y Giacomo Balla y dirección orquestal de Ernest Ansermet. Se estrenó el viernes 18 de mayo de 1917 en el Théâtre du Châtelet en París.
Al parecer la idea original fue de Jean Cocteau. Él había escuchado "Trois morceaux en forme de poire" (Tres piezas en forma de pera) de Satie en un concierto, y pensó en escribir un ballet sobre esa música. A Satie le agradó la idea de componer música de ballet (lo que nunca había hecho hasta ese momento) pero se negó a que sus composiciones previas fueran utilizadas para la ocasión, así que Cocteau empezó a escribir la obra (teniendo como tema un desfile de publicidad en el que tres grupos de artistas de circo intentan atraer una audiencia para una presentación), para lo que Satie compuso la música (con algunas contribuciones hechas por Cocteau).
El trabajo de producción empezó en medio de la Primera Guerra Mundial, con Jean Cocteau yendo y viniendo de Bélgica hasta poco antes de la première. La parte más difícil en el proceso creativo parece haber sido convencer a la mecenas Misia Edwards de que fuera protagonizado por los Ballets Rusos. Ella se ofendía fácilmente pero Serguéi Diáguilev seguía al pie sus consejos sobre la producción. Una primera versión de la música (para piano) fue dedicada a Misia y puesta en escena en 1916.

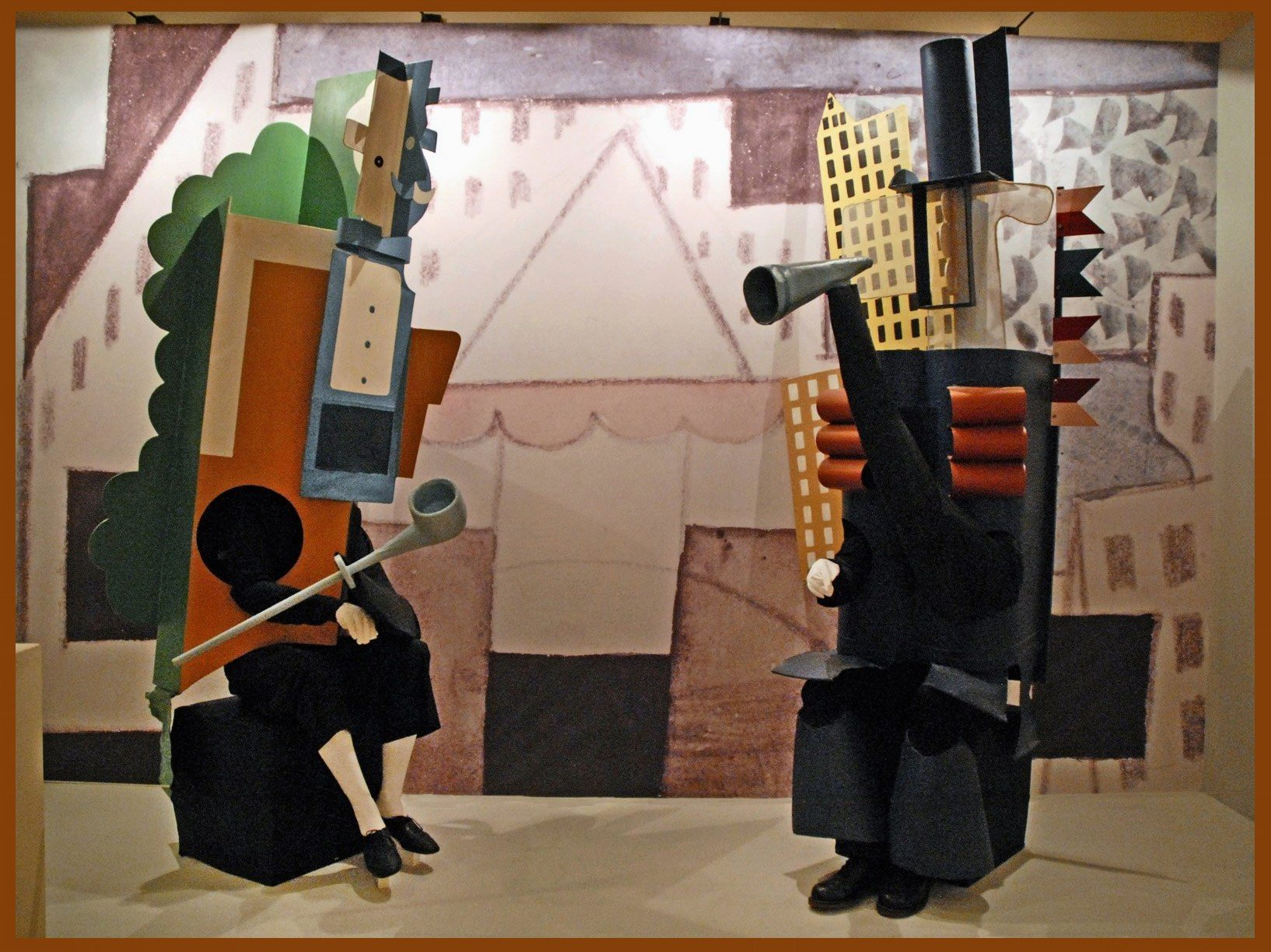
Diseño de vestuario del gestor francés (izda.) y del americano de Pablo Picasso para el ballet Parade.

Finalmente, después de abortar otros planes (y un poco más de intriga), Cocteau obtuvo el apoyo de Serguéi Diáguilev, y el encargado de la coreografía fue Léonide Massine, quien recientemente se habría convertido en el primo uomo de los Ballets Rusos y amante de Diáguilev, reemplazando a Vaslav Nijinsky, quien había dejado París poco antes de que estallara la guerra. El set y el diseño del vestuario fueron realizados por Pablo Picasso, quien diseñó una cortina que representaba a un grupo de bailarines cenando en una feria antes de la presentación. El artista futurista Giacomo Balla ayudó a Picasso en la creación de la cortina y otros diseños hechos para Parade. En febrero de 1917, todos los colaboradores, excluyendo a Satie, se reunieron en Roma para empezar a trabajar en la première en mayo. El poeta Guillaume Apollinaire describió Parade como "un tipo de surrealismo", "une sorte de surréalisme" cuando escribió la nota crítica en 1917, acuñando la palabra tres años antes de que el Surrealismo emergiera como un movimiento de arte en París.
El estreno inglés de Parade fue presentado en el teatro Empire de Londres (Empire Theatre of Varieties) por los Ballets Rusos el 14 de noviembre de 1919 y se volvió un evento cultural.
El ballet causó impacto por diferentes razones:
- Fue la primera colaboración entre Satie y Picasso, y también la primera vez que ellos trabajaban en un ballet, haciéndola asimismo la primera vez que ambos colaboraban con Diáguilev y los Ballets Rusos.
- La trama fue inspirada por los entretenimientos populares del período, como los salones de música Parisinos y las películas mudas estadounidenses.
- Muchos de los cuadros se desarrollaban fuera del teatro parisino, representando las calles de París.
- La trama reproduce varios elementos de la vida diaria como el teatro de variedades y los lugares de entretenimiento. Antes de Parade, el entretenimiento popular era considerado inadecuado para el mundo élite del ballet.
- La trama compuesta por Cocteau incluía el intento fallido de una tropa de artistas atrayendo a la audiencia a ver su show.
- Algunos de los vestuarios cubistas de Picasso estaban hechos de cartulina sólida, lo cual permitía un mínimo de movimiento.
- La música incluía objetos utilizados para crear ruidos (máquinas de escribir, diferentes botellas de leche...) que habían sido añadidos por Jean Cocteau (un poco para la desgracia de Satie). Supuestamente estas adiciones mostraban su capacidad de crear un succès de scandale (éxito de escándalo), comparado con lo que había producido el ballet de Ígor Stravinski La consagración de la primavera (Le Sacre du Printemps) que había sido también estrenado por los Ballets Rusos algunos años antes. A pesar de que Parade era revolucionario por llevar el entretenimiento común a la élite, siendo despreciado por la audiencia y alabado por los críticos, años después Stravinski puede aún enorgullecerse de no ser superado en el tema del succès de scandale.
- El ragtime usado en este ballet fue después adaptado para un solo de piano, y tuvo un éxito considerable como pieza de piano suelta. El final es «un último baile de ragtime en el que el elenco hace un último intento desesperado de convencer a la audiencia de ver su show».[4]

La première produjo varios escándalos, incluyendo un disturbio por parte de una minoría que estuvo abucheando y silbando antes de ser sofocada por el aplauso general. Pero, de acuerdo con el pintor Gabriel Fournier, uno de los escándalos más memorables fue el altercado entre Cocteau, Satie, y el crítico musical Jean Poueigh, quien dio a Parade una crítica nada favorable. Satie había escrito una postal al crítico que decía Monsieur et cher ami - vous êtes un cul, un cul sans musique! Signé, Erik Satie. ("Señor y querido amigo - usted es un estúpido, un estúpido sin música. Firmado, Erik Satie"), lo que le valió al músico una sentencia de ocho días en prisión.